# گلویتس
گلویتس (به آلمانی: Glewitz) یک شهر در آلمان است که در فرپومرن-روگن واقع شده‌است. گلویتس ۶۲۱ نفر جمعیت دارد.